# The Renaissance
Albums de Q-Tip
Open The Mixtape: Abstract Innovations
(2005) Kamaal the Abstract
(2009)
Singles
1. Gettin' Up
Sortie : 26 août 2008
2. Move
Sortie : 15 octobre 2008
3. Life Is Better
Sortie : 8 octobre 2009

The Renaissance est le deuxième album studio de Q-Tip, sorti le 4 novembre 2008.
Publié le jour de l'élection de Barack Obama à la présidence des États-Unis, il inclut des morceaux en collaboration avec Norah Jones, D'Angelo, Raphael Saadiq et Amanda Diva. Le titre Move est produit J Dilla.
L'album s'est classé 3e au Top R&B/Hip-Hop Albums et 11e au Billboard 200.

## Liste des titres
| No  | Titre                                                           | Contient un (des) sample(s) de                                                      | Durée |
| --- | --------------------------------------------------------------- | ----------------------------------------------------------------------------------- | ----- |
| 1.  | Johnny Is Dead (Produit par Q-Tip)                              |                                                                                     | 3:02  |
| 2.  | Won't Trade (Produit par Mark Ronson)                           | You Made a Believer (Out of Me) de Ruby Andrews                                     | 2:41  |
| 3.  | Gettin' Up (Produit par Q-Tip)                                  | You and I de Black Ivory                                                            | 3:18  |
| 4.  | Official (Produit par Q-Tip)                                    |                                                                                     | 3:19  |
| 5.  | You (Produit par Q-Tip)                                         |                                                                                     | 3:02  |
| 6.  | We Fight/We Love (featuring Raphael Saadiq – Produit par Q-Tip) | This Place Hotel (Heartbreak Hotel) des Jacksons Meaningless de Café Jacques        | 4:47  |
| 7.  | Manwomanboogie (featuring Amanda Diva – Produit par Q-Tip)      | Aspectacle de Can                                                                   | 3:06  |
| 8.  | Move/Renaissance Rap (Produit par J Dilla)                      | Track 19 (Beat CD '05 #3) de J Dilla The Choice Is Yours (Revisited) de Black Sheep | 5:49  |
| 9.  | Dance on Glass (Produit par Q-Tip)                              |                                                                                     | 3:02  |
| 10. | Life Is Better (featuring Norah Jones – Produit par Q-Tip)      |                                                                                     | 4:41  |
| 11. | Believe (featuring D'Angelo – Produit par Q-Tip)                | Pisces: Allison's Trip de Cannonball Adderley S.C.R. de Ralph Vargas et Carlos Bess | 2:57  |
| 12. | Shaka (Produit par Q-Tip)                                       |                                                                                     | 3:33  |

| 13. | Good Thang (Produit par Q-Tip) | 3:30 |
| 14. | Feva (Produit par J Dilla)     | 3:48 |